# Erin Phenix
Erin Ashley Phenix (* 1. März 1981 in Cincinnati, Ohio) ist eine ehemalige Schwimmerin aus den Vereinigten Staaten. Sie gewann bei Olympischen Spielen eine Goldmedaille und bei Weltmeisterschaften zwei Silbermedaillen.

## Karriere
Erin Phenix besuchte die University of Texas at Austin.
Bei den olympischen Schwimmwettbewerben 2000 in Sydney erreichten Ashley Tappin, Erin Phenix, Courtney Shealy und Amy Van Dyken das Finale der 4-mal-100-Meter-Freistilstaffel mit der schnellsten Vorlaufzeit. Im Endlauf waren Amy Van Dyken, Dara Torres, Courtney Shealy und Jenny Thompson mehr als vier Sekunden schneller und gewannen die Goldmedaille mit drei Sekunden Vorsprung vor den Niederländerinnen. Die 3:36,61 Minuten bedeuteten neuen Weltrekord und waren nach sechs Jahren 1,3 Sekunden schneller als die alte Bestmarke der Chinesinnen. Auch die nur im Staffelvorlauf eingesetzten Schwimmerinnen erhielten eine Medaille.
2001 fanden die Weltmeisterschaften in Fukuoka statt. Die 4-mal-100-Meter-Freistilstaffel mit Colleen Lanne, Erin Phenix, Maritza Correia und Courtney Shealy gewann die Silbermedaille hinter der deutschen Staffel. Sechs Tage später wurde die 4-mal-100-Meter-Lagenstaffel in der Besetzung Natalie Coughlin, Megan Quann, Mary Descenza und Erin Phenix Zweite hinter den Australierinnen.
2004 trat Phenix noch einmal zu den US Trials an, um sich für die Olympiamannschaft zu qualifizieren. Nachdem ihr dies nicht gelungen war, beendete sie ihre Karriere bald.